# Nguyễn Thành Út
Nguyễn Thành Út (sinh năm 1942) là một Tướng lĩnh Quân đội nhân dân Việt Nam, quân hàm Trung tướng, nguyên Phó Tư lệnh về Chính trị - Bí thư Đảng ủy Quân khu 5.

## Thân thế và sự nghiệp
Ông sinh ngày 1/5/1942 tại xã Hòa Xuân Tây, huyện Đông Hòa, tỉnh Phú Yên. Năm lên 18 tuổi (1960), ông từ giã gia đình, khoác ba lô lên đường tòng quân, mà từ ngữ ông dùng là "chạy lên rừng". Thời gian đầu, ông làm công vụ cho Tỉnh đội trưởng Nguyễn Lầu, sau đó làm lính đặc công của Đại đội 202 do Lê Trung Kiên làm đại đội trưởng.
Từ năm 1960 đến 1968: ông tham gia hoạt động cách mạng; Công vụ cho Luật sư Nguyễn Hữu Thọ - Chủ tịch đầu tiên của Mặt trận Dân tộc Giải phóng miền Nam Việt Nam khi Luật sư mới vừa được giải thoát khỏi nhà tù tại Phú Yên; Công vụ của đồng chí Nguyễn Dũng (Lầu; Liệt sĩ-AHLLVTND), nguyên Tỉnh đội trưởng Tỉnh đội Phú Yên; Tham gia chiến đấu, trưởng thành từ chiến sĩ lên Trưởng ban Đặc công Tỉnh đội Phú Yên.  
Từ năm 1969 đến 1978: Đại úy - Giảng viên, Phó Chủ nhiệm Chính trị trường Hạ sĩ quan Quân khu 5.
Từ năm 1978 đến 1981: tham gia Quân tình nguyện Việt Nam tại Chiến trường Campuchia; Trung tá - Chính ủy Trung đoàn 31, Sư đoàn 2, Quân khu 5; Chủ nhiệm Chính trị Sư đoàn 309, Quân khu 7.
Từ năm 1981 đến 1986: Đại tá - Phó Sư đoàn trưởng về Chính trị Sư đoàn 309, Quân khu 7 (Thời kỳ Đại tá Nguyễn Văn Hồng làm Sư đoàn trưởng, sau này là Phó Tư lệnh, Tham mưu trưởng Quân đoàn 4).
Từ năm 1987 đến 1989: Chủ nhiệm Chính trị Mặt trận 479, Quân khu 7 (Thời kỳ Thiếu tướng Khiếu Anh Lân làm Tư lệnh Mặt trận, sau là Trung tướng, nguyên Giám đốc Học viện Lục quân).
Từ 04/1990 đến 10/1996: Chủ nhiệm Chính trị Quân khu 5. (Thời kỳ Trung tướng Phan Hoan làm Tư lệnh kiêm Bí thư Đảng ủy Quân khu).
Từ tháng 11/1996 đến 07/2006: Phó Tư lệnh về Chính trị - Bí thư Đảng ủy Quân khu 5. (Thời kỳ hai vị Tư lệnh Quân khu: Trung tướng Nguyễn Văn Được, sau là Thượng tướng, Ủy viên TƯ Đảng, Ủy viên Thường vụ Quân ủy Trung ương, Thứ trưởng Bộ Quốc phòng, nguyên Chủ tịch Hội Cựu chiến binh Việt Nam; và Trung tướng Nguyễn Khắc Nghiên, sau là Thượng tướng, Ủy viên TƯ Đảng, Ủy viên Thường vụ Quân ủy Trung ương, Thứ trưởng Bộ Quốc phòng, Tổng tham mưu trưởng Quân đội nhân dân Việt Nam, đã mất).
Từ tháng 08/2006 đến nay: nghỉ hưu trên địa bàn Thành phố Pleiku, tỉnh Gia Lai. Vợ ông là bà Lê Thị Hiền Linh, từng tham gia kháng chiến chống Mỹ, huy hiệu 55 năm tuổi Đảng. Ông có hai người con trai.

## Lịch sử thụ phong quân hàm
| Quân hàm | Tập tin:Vietnam People's Army Captain.jpg | Tập tin:Vietnam People's Army Senior Colonel.jpg | Tập tin:Vietnam People's Army Major General.jpg | Tập tin:Vietnam People's Army Lieutenant General.jpg |  |  |  |  |  |  |  |
| Cấp bậc  | Đại úy                                    | Đại tá                                           | Thiếu tướng                                     | Trung tướng                                          |  |  |  |  |  |  |  |
|          |                                           |                                                  |                                                 |                                                      |  |  |  |  |  |  |  |

## Khen thưởng
- Huân chương Độc lập hạng Ba
- Huân chương Quân công hạng Nhì, hạng Ba
- Huân chương Kháng chiến
- Huân chương Chiến công
- Huân chương Chiến sĩ vẻ vang
- Huân chương Quân công giải phóng
- Huân chương Quyết thắng
- Huân chương Chiến công giải phóng
- Huân chương Chiến sĩ giải phóng
- Huy hiệu 60 năm tuổi Đảng